# Macross Frontier: Itsuwari no Utahime
Macross Frontier: Itsuwari no Utahime (劇場版 マクロスF 虚空歌姫～イツワリノウタヒメ～?), anche noto con il titolo internazionale Macross Frontier: The False Songstress è un film d'animazione del 2009 diretto da Shōji Kawamori.
Il film, basato sulla serie televisiva Macross Frontier, è stato annunciato proprio durante la trasmissione del venticinquesimo ed ultimo episodio della serie, il 25 settembre 2008. Il primo trailer del film è stato presentato il 27 giugno 2009. Il film è stato proiettato nelle sale giapponesi il 21 novembre 2009. Il film racconta in chiave alternativa gli eventi della serie televisiva dal primo al tredicesimo episodio. Nel 2010 è stato proiettato il sequel del film, intitolato Macross Frontier the Movie: The Wings of Goodbye.

## Colonna sonora
Sigla di chiusura
- Sō da yo (そうだよ。) cantata da Megumi Nakajima